# Roy Montrell
Roy Montrell, (New Orleans, 27 februari 1928 - Amsterdam, 16 mei 1979) was een Amerikaanse r&b-gitarist.

## Carrière
In 1951 ging Montrell spelen in Roy Miltons band. Hij verhuisde naar New Orleans om daar een gezin te stichten en formeerde met de bassist Lawrence Gate en de drummer Victor Leonards een trio, dat echter niet lang bestond, omdat Montrell zich liet overhalen door Lloyd Price voor een tournee. Terug in New Orleans werkte hij vooral als studiomuzikant voor Specialty Records en Ace Records. Bovendien was hij in 1956 te horen op Little Richards opnamen Heeby-Jeebies, Can't Believe You Wanna Leave, Jenny Jenny en Good Golly Miss Molly. Tijdens het weekend trad hij op in een band met Nat Perrilliat, Curtis Mitchell en Edward Blackwell.
Tussen 1960 en 1962 stond hij eerst onder contract bij Minit Records in Allen Toussaints huisband en werd daarna gecontracteerd door Harold Battiste bij AFO Records voor een groot aantal opnamen. In 1962 nam hij de gitaar over van Walter Nelson in de liveband van Fats Domino, die hij ook muzikaal leidde. Zijn heroïneverslaving werd hem noodlottig tijdens een tournee door Nederland in mei 1979.
De doorgewinterde gitarist, wiens goede timing en bezieling door zijn medespeler werd gewaardeerd, nam onder zijn naam slechts twee singles op, waaronder (Everytime I Hear) That Mellow Saxophone, een samenwerking met John Marascalco, die zich ontwikkelde tot een r&b-standard en werd gecoverd door onder andere de Stray Cats. Bruce Eder van AllMusic vermoedt, dat Montrell heeft meegewerkt aan honderden, zo niet duizenden opnamen.

## Overlijden
Roy Montrell overleed in mei 1979 op 51-jarige leeftijd aan de gevolgen van heroïneverslaving.

## Discografie
- 1956: (Everytime I Hear) That Mellow Saxophone / Ooh Wow, Specialty Records
- 1961: The Montrell / Mudd, Minit

- Bibliothèque nationale de France: cb142082565 (data)
- Gemeinsame Normdatei: 1299196144
- International Standard Name Identifier: 0000 0000 5390 5816
- Library of Congress Control Number: no2006014658
- MusicBrainz: fe3cff10-2cbc-437d-8872-4305dc7a663b
- Virtual International Authority File: 48975453
- WorldCat: E39PBJxcY8mt9qbgtwbcJCWCcP